# František Nádasdy
František I. Nádasdy (čti: Nádašdy; německy Franz Nádasdy von Fogarasföld; maďarsky Nádasdy Ferenc; 6. října 1555, Sárvár – 4. ledna 1604, Sárvár) byl uherský šlechtic z rodu Nádasdyů, bojovník proti Osmanským Turkům, manžel Alžběty Báthoryové.

## Život
Narodil se jako syn významného uherského velmože Tomáše III. Nádasdyho a jeho manželky Uršuly Kanižské, poslední členky a dědičky rodu Kanižských. Františkův otec byl hlavním županem v stolicích Šoproň, Vaš a Fogaraš, magistrem královských koníren a královským vojenským rádcem. 
František se aktivně podílel na bojích po celou dobu patnáctileté války. Za svou statečnost ve válce proti Turkům se stal v roce 1578 hlavním velitelem uherských vojsk. V bojích prokazoval velkou statečnost a odvahu. Vůči Turkům se choval velmi krutě. Po boji přikazoval hromadné popravy zajatců. Jeho oddíl byl nechvalně znám tím, že do útoku vyrážel s uťatými hlavami Turků. V osmanském vojsku vyvolával velký respekt a byl znám jako tzv. černý rytíř. V hodnosti hlavního velitele Zadunajských vojsk se v roce 1602 zúčastnil bitvy o Budín a Pešť proti Osmanské říši. Jeho vojska dobyla Pešť a úspěšně odrazila předvoj Osmanů při jejich útoku na Budín. Byl věrným stoupencem Habsburků, neboť byl od svých 12 let vychován na královském dvoře společně s dětmi císaře Maximiliána II. Habsburského, přesto však byli Nádasdyovci stoupenci reformace křesťanské církve.

### Dílo
Zanechal po sobě Pojednání o vojenské taktice na základě svých zkušeností z protitureckých válek obsahující kritiku vedení císařských vojsk v poli. Na svém vodním hradě Sárvár podporoval rozvoj umění, udržoval a rozvíjel knihtisk. Hrad byl centrem, kde se zdržovali mnozí protestantští uherští humanisté a učitelé, např. Štefan Magyari – kněz a spisovatel, Jan Silvester – autor maďarsko-latinské gramatiky.
František I. Nádasdy zemřel 4. ledna 1604 v Šárváru.

### Manželství a potomstvo
Od roku 1575 byl manželem nechvalně proslulé Alžběty Báthoryové, známé jako Čachtická paní. Z jejich manželství se narodilo 5 dětí, z nichž dvě zemřely v raném věku. Maďarské prameny uvádějí 6 potomků: Ondřeje, Annu, Kateřinu, Pavla, Uršulu a Mikuláše. 
Sňatkem s Alžbětou Báthoryovou se stal jedním z nejbohatších mužů v monarchii. 